# Hypophylla idae
Hypophylla idae is een vlindersoort uit de familie van de prachtvlinders (Riodinidae), onderfamilie Riodininae.
Hypophylla idae werd in 2001 beschreven door Callaghan.